# Köttershaus
Köttershaus ist eine Hofschaft in Radevormwald im Oberbergischen Kreis im nordrhein-westfälischen Regierungsbezirk Köln in Deutschland.

## Lage und Beschreibung
Die Hofschaft liegt im Osten von Radevormwald unmittelbar an der Stadtgrenze zu Halver. Die Nachbarorte heißen Schmittensiepen, Oberschmittensiepen, Holte und Jägershaus. Köttershaus ist bei Oberschmittensiepen über eine Sackgasse und eine in der Ortschaft Eich von der Bundesstraße 229 abzweigenden Nebenstraße zu erreichen.
Südöstlich entspringt ein Nebengewässer des Hengsmeker Baches, der über die Hartmecke schließlich in die Ennepe mündet.
Köttershaus gehört zu dem Radevormwalder Stimmbezirk 181.

## Geschichte
Im Jahre 1521 wird Köttershaus in Kirchenrechnungen der reformierten Kirchengemeinde Radevormwald erstmals unter der Ortsbezeichnung „Kotten“ genannt. Beginnend mit der topografischen Karte von 1892 bis 1894 wird die Ortsbezeichnung „Köttershaus“ in jüngeren Karten verwendet.
Der nahe der Hofschaft vorbeiführende Teilabschnitt der Bergischen Landwehr, welcher von Wuppertal-Elberfeld bis nach Marienheide-Krommenohl reichte, sicherte das Bergische Territorium vor Einfällen aus dem Märkischen. Der Heimatforscher Gerd Helbeck datiert die Entstehung dieser Landwehr auf das frühe 14. Jahrhundert.

## Wanderwege
Folgende Wanderwege führen östlich an der Hofschaft vorbei:
- Die SGV-Hauptwanderstrecke X3: Talsperrenweg von Hagen nach Biedenkopf
- H im Kreis: Halveraner Rundweg

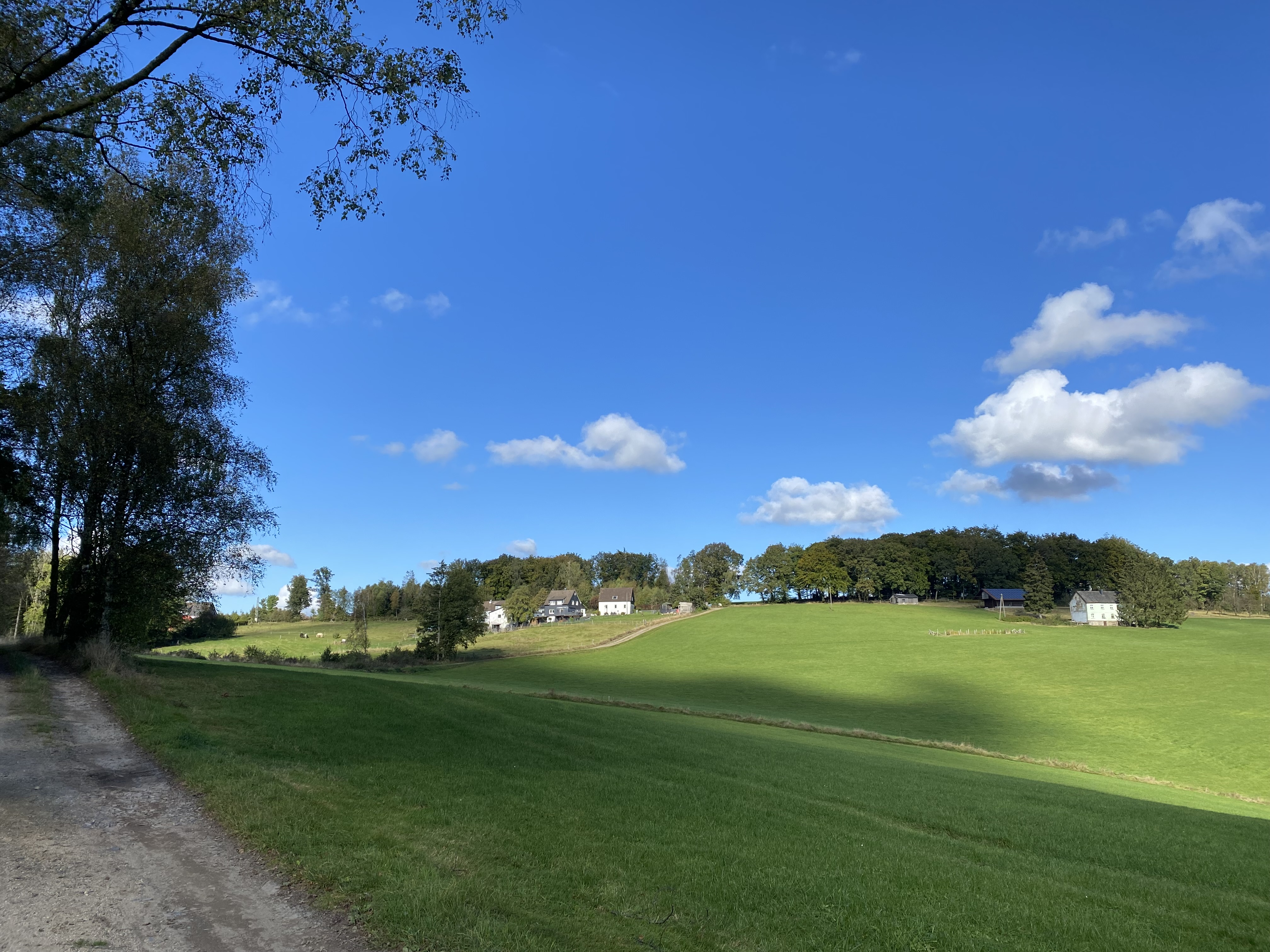
Köttershaus (links) und Jägershaus (rechts) – aus südl. Richtung
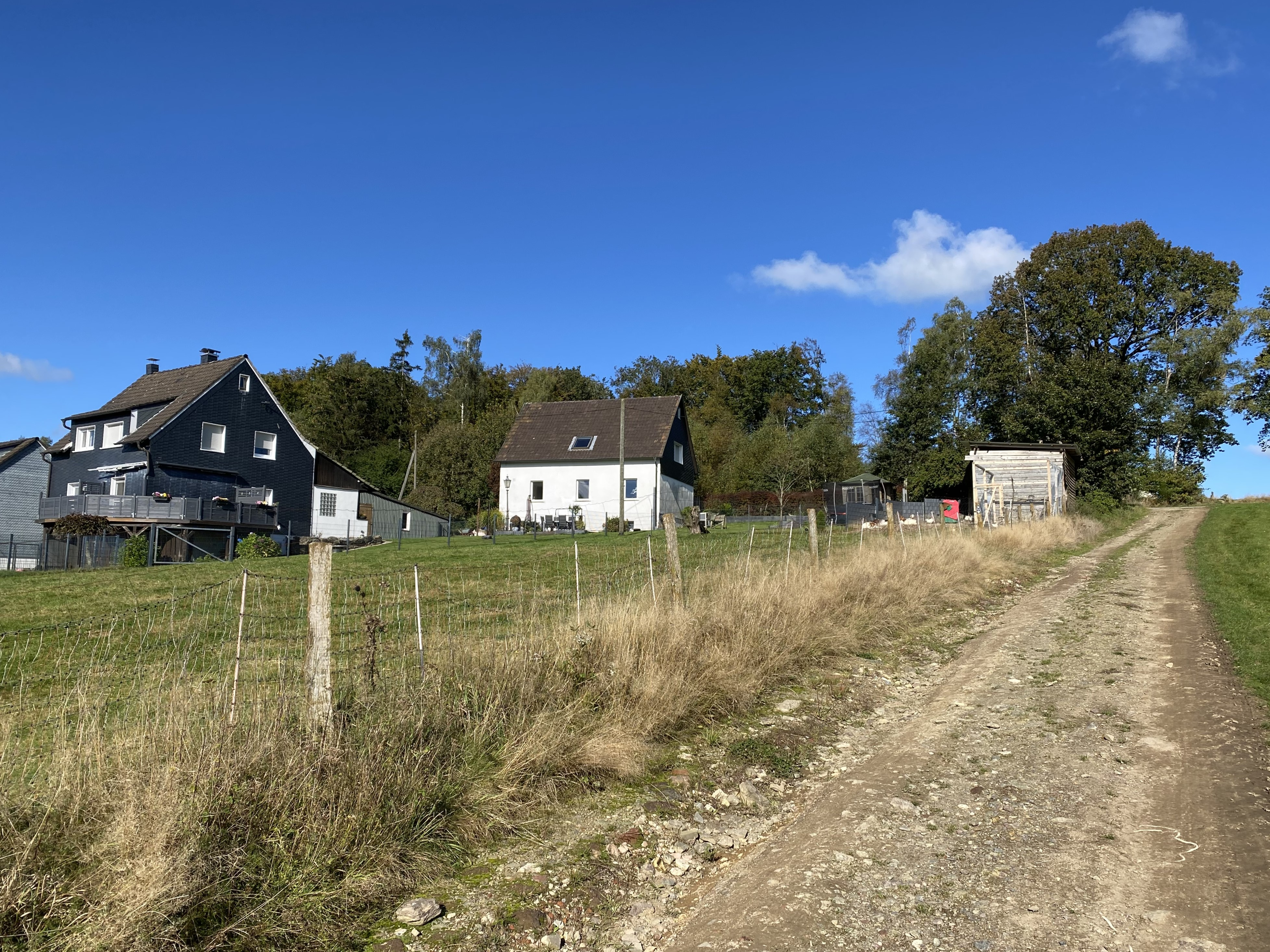
Köttershaus
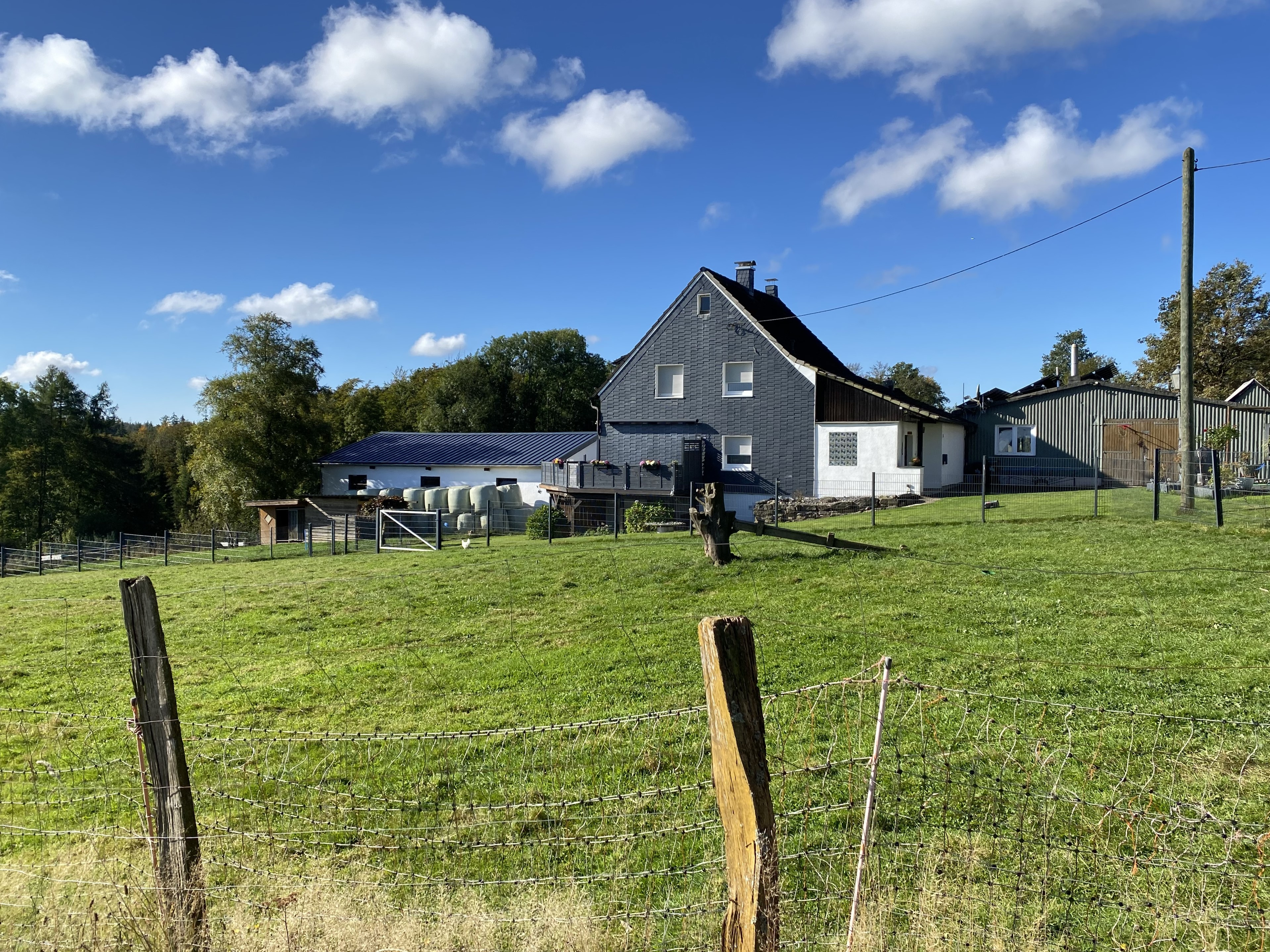
Köttershaus
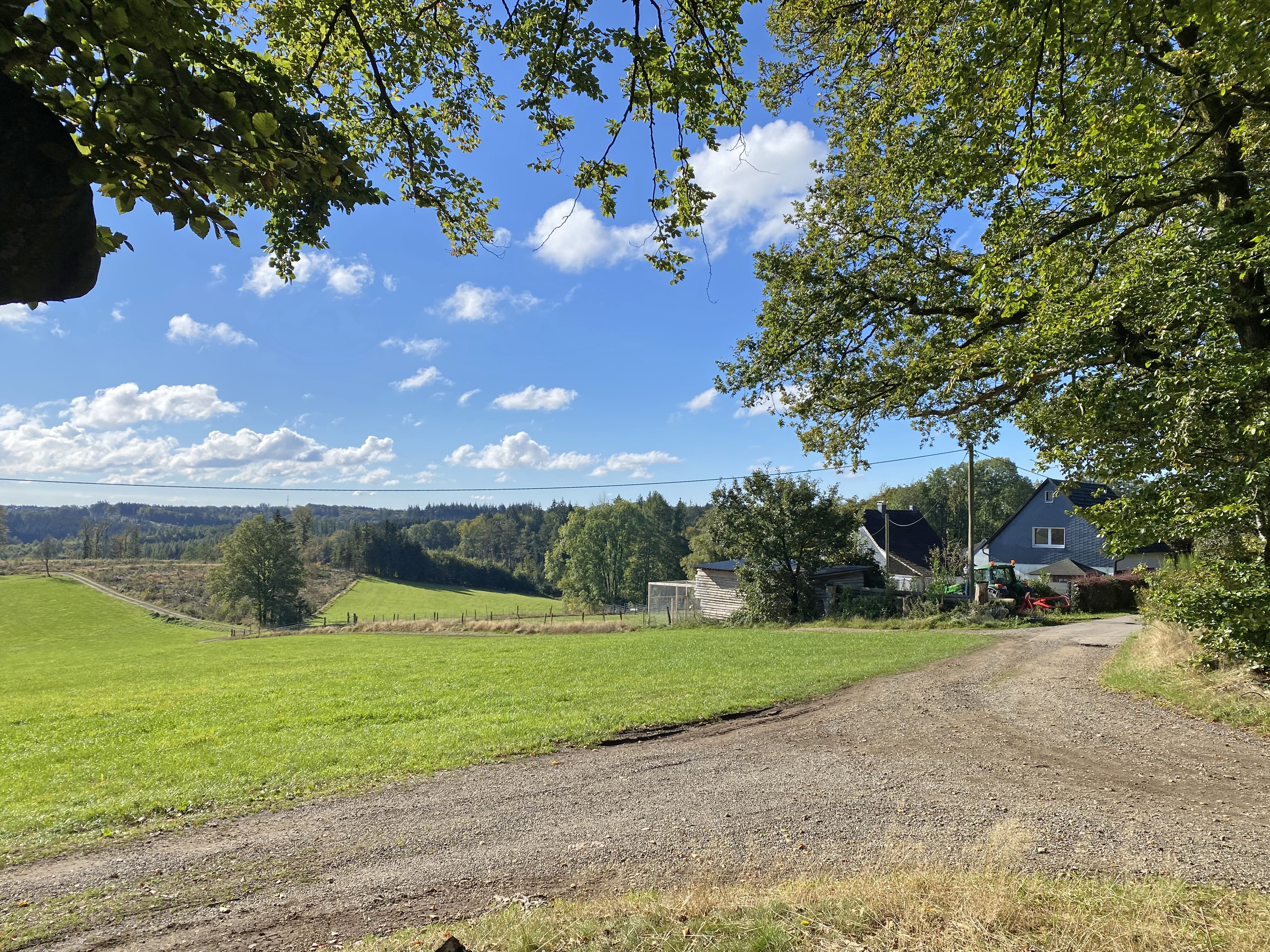
Köttershaus